# تئوفیلوس اسکندریه
تئوفیلوس بیست و سومین پاپ اسکندریه و اسقف اعظم کلیسای سنت مارک (اسکندریه) بود. او در زمان درگیری بین مسیحیان تازه تسلط یافته و پاگان‌ها در اسکندریه، که هر کدام توسط بخشی از مردم اسکندریه پشتیبانی می‌شد، پاپ شد.